# Louis César Benois
Louis Jules César Auguste Benois ou Leonti Benoit, né le 20 janvier 1770 à Saint-Ouen-sur-Morin (France) et mort le 8 janvier 1822 à Saint-Petersbourg (Russie), est le fondateur en Russie de la célèbre famille Benois.

## Biographie
Le confiseur français Louis Benois était initialement au service du duc Anne-Léon de Montmorency au château de La Brosse que possédait celui-ci à Saint-Ouen-sur-Morin.
Il quitte la France en 1794 à cause de la révolution française et s'installe en Russie.  Il devient chef pâtissier français de l'impératrice Marie Féodorovna.
Avec son épouse d'origine allemande, née Anna-Catherine Gropp, ils donnent naissance à dix-huit enfants, dont seulement onze ont survécu. Parmi ces survivants, on considère que cinq frères Nicolas, Michel, Léon, Julius, Alexandre ont fondé la lignée des Benois.